# معركة فيرتنغن
في معركة فيرتينغن (8 أكتوبر 1805) هاجمت القوات الإمبراطورية الفرنسية بقيادة المارشال جواكيم موراه وجان لانيس فيلقًا نمساويًا صغيرًا بقيادة فيلدمارشال-لوتنانت فرانز زافير فون أوفينبرج. أدى هذا العمل، وهو المعركة الأولى في حملة أولم، إلى انتصار فرنسي واضح. تقع فيرتينغن على بعد 28 كيلومترًا شمال غرب أوغسبورغ. دارت المعركة خلال حرب التحالف الثالث، وهي جزء من الحروب النابليونية.

## خلفية
أطلق الإمبراطور نابليون بونابرت جيشه الكبير المكون من 200 ألف رجل عبر نهر الراين. اتجهت هذه القوة الهائلة جنوبًا وعبرت الدانوب شرق (أي خلف) مركز الجنرال كارل فرايهر ماك فون ليبيريش في أولم. غير مدرك للقوة التي تتجه نحوه، بقي ماك في مكانه بينما انتشر فيلق نابليون جنوبًا عبر نهر الدانوب، قاطعًا بذلك خطوط اتصالاته مع فيينا.

## القوات
وشمل حرس مورات المتقدم فرق سلاح الفرسان الثقيل للجنرال لويس كلاين (16 سربًا من أفواج الفرسان الأول والرابع عشر والعشرين والسادس والعشرين) والجنرال مارك أنطوان دي بومونت (18 سربًا من أفواج الفرسان الرابع والخامس والثامن والتاسع والثاني عشر والسادس عشر)، بالإضافة إلى لواء سلاح الفرسان الخفيف للجنرال أنطوان لاسال (8 أسراب من فوج الفرسان التاسع والعاشر)، بإجمالي 42 سربًا. وقد تم دعمهم من قبل ثماني كتائب من فرقة الرماة بقيادة الجنرال نيكولاس أودينو وثلاث كتائب من فوج المشاة الخفيفة الثامن والعشرين.
شملت قيادة أوفنبرج 26 كتيبة و20 سربًا من سلاح الفرسان و24 مدفعًا. ضمت فرقة المشير ماكسيميليان دي بيليت أفواج المشاة كونيتز رقم 20، الأرشيدوق لودفيج رقم 8، فرانجو جيلاتشيتش رقم 62، لواء من أربع كتائب غرينادير، فوج كيراسير ألبرت رقم 3 وفوج تشيفاو ليجر روزنبرغ رقم 6. المشير الملازم الأمير فريدريش فرانز زافير كانت فرقة هوهنزولرن-هيشنغن مكونة من أفواج المشاة سبورك رقم 25، فورتمبيرغ رقم 38، رويس-جريتز رقم 55، ستيوارت رقم 18، فوج هوسار بالاتين رقم 12 وفوج شيفاو ليجر لاتور رقم 4.

## المعركة

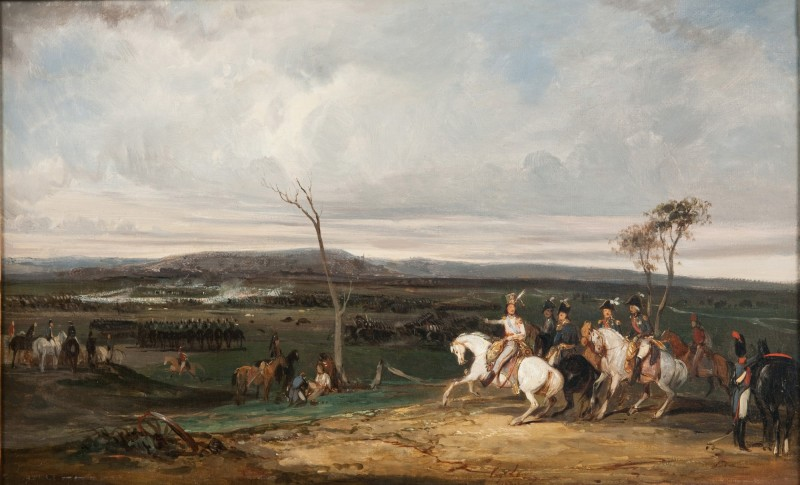
معركة فيرتنغن بريشة لامي

ويبدو أن أوفنبرج، بسبب مفاجأة قواته، لم يرسل سوى تسع كتائب وسرب واحد، يبلغ تعدادهم نحو 5500 رجل، إلى المعركة. هناك روايات متضاربة. ويتحدث أحد المؤرخين عن كتائب فردية تم هزيمتها بواسطة سلاح الفرسان أو محاصرتها وإجبارها على الاستسلام. يقول كاتب آخر أن رماة القنابل النمساويين تشكلوا في ساحة ضخمة قاومت هجمات سلاح الفرسان حتى أحضر الفرنسيون رماة القنابل التابعين لأودينوت.
وتشير التقارير إلى أن الخسائر الفرنسية بلغت 319 قتيلاً وجريحًا.  تكبد النمساويون 400 قتيل وجريح، بالإضافة إلى 2900 رجل و6 مدافع تم الاستيلاء عليها. يقول أحد المؤرخين أنه تم القبض على 2000 نمساوي. بعد انقطاعهم عن فيينا، تراجع النمساويون غربًا نحو قاعدتهم في أولم.

## تعليق
يقول أحد المؤرخين: "ليس واضحًا لماذا أرسل ماك هذه القوة الصغيرة إلى هذا الموقع المعزول". وأضاف: "إن إعادة تنظيمه المستمرة للقوات في ساحة المعركة أثارت البلبلة والإحباط".

## الحواشي
1. ↑  Bowden، Scott (1997). Napoleon and Austerlitz. Chicago: The Emperor's Press. ص. 185. ISBN:0-9626655-7-6.

## روابط خارجية
- فيرتينجن 1805، معارك غامضة
- دليل نابليون